# Дивне завтра
«Дивне завтра» (яп. 見知らぬ明日) — науково-фантастичний роман японського письменника Комацу Сакьо. Починаючи з квітня 1968 року протягом півроку друкувався на сторінках щотижневого видання «Weekly Bunshun».

## Представлення сюжету
На той час Китай перебував у розпалі Культурної революції, який ще не приєднався до Організації Об’єднаних Націй, та був «найближчою та найвіддаленішою країною» з точки зору Японії. Саме в цей період у внутрішніх районів Китаю відбувається перший контакт з іншопланетянами, при цьому описуються суперечності людського суспільства, такі як конфлікти між націями та закритість соціалістичних країн. Ситуація, яка лише змушує сподіватися на єдність людства. Ворожий інопланетянин цього твору описаний як гігантська медуза в розділі про монстрів світу в романі «Енциклопедичній серії сонстрів світу» (№ 112), виданому Кейбунша.

## Сюжет
Репортер газети Ямазакі відчув дещо більше, ніж громадянську війну в новинах про бойові дії у внутрішніх районах Китаю, які повідомляють іноземні новини. Отримавши наказ про відрядження до Радянського Союзу, вирушає на літаку Аерофлоту до Москви, але його літак аварійно приземляється на китайсько-радянському кордоні. Ямазакі довіряють повідомлення від Фергюсона, американського шпигуна, який гине там від атомного бомбардування. «Ворог» — це інопланетянин, прибулець із космосу, чиї наміри та особистість невідомі, і вважає, що люди на Землі гірші за комах, тому починає вбивати, а іноді й їсти їх. Людство повинне об’єднати всі свої сили та зустріти цього ворога, співпраця розпочинається, проте через недовіру між народами і державами відбувається повільно. Згодом вторгнення «ворога» поширилося з материкового Китаю на весь світ, включаючи Японію.

## Екранізація
Танака Томоюкі, який працював над серіалом «Годзілла», планував на основі роману зняти фільм, але так й обмежився лише цим планом.